# テレビ東京系列日曜朝のアニメ・子供向け番組ゾーン
本項目では、テレビ東京系列で毎週日曜午前（6:30 - 11:00、時期・地域によって変動あり）の各時間帯に放送されている、テレビアニメや特撮などを初めとした子供向け番組の一覧について解説する。項目名についてはあくまでも便宜的なものであることに留意されたい。

## 概要
古くからアニメ番組の放送に積極的なテレビ東京では、1980年前後より日曜の朝にもアニメ番組を編成していた実績があったが、いずれも平日の夕方やゴールデンタイムに比べこの時点では少数派に留まっていた。その後長期間のブランクを経て、1990年代中ごろより土曜の朝に多くのアニメ番組を編成し始め、2000年前後からはそれに追随するように日曜の朝にも再び子供向けのアニメ番組を編成するようになる。
2025年現在では7時台から9時台にかけて、さまざまなアニメ作品・子供向け番組が放映されている。

### 各系列局での編成について
各系列局では、ネットワークセールス枠にあたる7時台より前にもアニメ番組を編成している。
| 時間 | テレビ東京 | テレビ北海道 | テレビ愛知 | テレビ大阪 | テレビせとうち | テレQ | 時間 |
| ---- | --- | --- | --- | --- | --- | --- | ---- |
| 6:20 | （韓国ドラマ） | （通販番組） | （通販番組） | 美少女戦士セーラームーンR（系列外制作、再放送）                                                                        | （一般番組） | （一般番組） | 6:20 |
| 6:24 | （韓国ドラマ） | （通販番組） | （一般番組） | 美少女戦士セーラームーンR（系列外制作、再放送）                                                                        | （一般番組） | （一般番組） | 6:24 |
| 6:25 | （韓国ドラマ） | （天気予報） | （一般番組） | 美少女戦士セーラームーンR（系列外制作、再放送）                                                                        | （一般番組） | （一般番組） | 6:25 |
| 6:30 | （通販番組） | （通販番組） | （一般番組） | 美少女戦士セーラームーンR（系列外制作、再放送）                                                                        | （通販番組） | （一般番組） | 6:30 |
| 6:50 | （通販番組） | （通販番組） | （一般番組） | （天気予報） | （通販番組） | （一般番組） | 6:50 |
| 6:54 | （通販番組） | （通販番組） | （天気予報） | たこるTV（コーナーアニメ）                                                                                             | （通販番組） | （一般番組） | 6:54 |
| 7:00 | ブルーイ（海外アニメ）［二］                                                                                           | ブルーイ（海外アニメ）［二］                                                                                           | ブルーイ（海外アニメ）［二］                                                                                           | ブルーイ（海外アニメ）［二］                                                                                           | ブルーイ（海外アニメ）［二］                                                                                           | ブルーイ（海外アニメ）［二］                                                                                           | 7:00 |
| 7:15 | 最強王図鑑 〜The Ultimate Tournament〜                                                                                 | 最強王図鑑 〜The Ultimate Tournament〜                                                                                 | 最強王図鑑 〜The Ultimate Tournament〜                                                                                 | 最強王図鑑 〜The Ultimate Tournament〜                                                                                 | 最強王図鑑 〜The Ultimate Tournament〜                                                                                 | 最強王図鑑 〜The Ultimate Tournament〜                                                                                 | 7:15 |
| 7:30 | ポケモンとどこいく!?（バラエティ番組）                                                                                 | ポケモンとどこいく!?（バラエティ番組）                                                                                 | ポケモンとどこいく!?（バラエティ番組）                                                                                 | ポケモンとどこいく!?（バラエティ番組）                                                                                 | ポケモンとどこいく!?（バラエティ番組）                                                                                 | ポケモンとどこいく!?（バラエティ番組）                                                                                 | 7:30 |
| 8:30 | トミプラワールド のりのりタイムズ!!（バラエティ番組） - ゴー!ゴー!びーくるずー（再放送） - 特装合体ロボ ジョブレイバー | トミプラワールド のりのりタイムズ!!（バラエティ番組） - ゴー!ゴー!びーくるずー（再放送） - 特装合体ロボ ジョブレイバー | トミプラワールド のりのりタイムズ!!（バラエティ番組） - ゴー!ゴー!びーくるずー（再放送） - 特装合体ロボ ジョブレイバー | トミプラワールド のりのりタイムズ!!（バラエティ番組） - ゴー!ゴー!びーくるずー（再放送） - 特装合体ロボ ジョブレイバー | トミプラワールド のりのりタイムズ!!（バラエティ番組） - ゴー!ゴー!びーくるずー（再放送） - 特装合体ロボ ジョブレイバー | トミプラワールド のりのりタイムズ!!（バラエティ番組） - ゴー!ゴー!びーくるずー（再放送） - 特装合体ロボ ジョブレイバー | 8:30 |
| 9:00 | プリンセッション・オーケストラ                                                                                         | プリンセッション・オーケストラ                                                                                         | プリンセッション・オーケストラ                                                                                         | プリンセッション・オーケストラ                                                                                         | プリンセッション・オーケストラ                                                                                         | プリンセッション・オーケストラ                                                                                         | 9:00 |
| 9:30 | ひみつのアイプリ リング編（ - 10:00）                                                                                  | ひみつのアイプリ リング編（ - 10:00）                                                                                  | ひみつのアイプリ リング編（ - 10:00）                                                                                  | ひみつのアイプリ リング編（ - 10:00）                                                                                  | ひみつのアイプリ リング編（ - 10:00）                                                                                  | ひみつのアイプリ リング編（ - 10:00）                                                                                  | 9:30 |

## 番組一覧
アニメの関連番組（主にあにてれ管轄として括られている番組）や、子ども向けテレビドラマについても記述する。放送日時はテレビ東京を基準としている。

### 現在放送中の番組
2025年4月現在。すべて切替式字幕放送対応。
- [二] - 二ヶ国語
- [デ] - 連動データ放送
- ◎ - BSテレ東（旧：BSジャパン）でも遅れネット
- □ - ドラマ・特撮番組

| 放送時間     | 作品名                                 | 放送期間       | 備考 |
| ------------ | -------------------------------------- | -------------- | --- |
| 7:00 - 7:15  | ブルーイ[ニ]                           | 2025年4月6日 - | 土曜朝の『イニミニマニモ』枠（関東ローカル）より移動。オーストラリアのアニメ、主音声は日本語吹き替え、第二音声：英語） |
| 7:15 - 7:30  | 最強王図鑑 〜The Ultimate Tournament〜 | 2025年4月6日 - | 第1期は『イニミニマニモ』枠（関東ローカル）で放送。 |
| 7:30 - 8:30  | ポケモンとどこいく!?[デ]               | 2025年4月6日 - | 8:00 - 8:30枠は、長年にわたって「週刊ポケモン放送局」の系譜を継いだ『ポケモン』関連の情報番組（非アニメ・バラエティ番組）が編成されている。 1時間枠に拡大。2025年3月までは8:00 - 8:30の30分枠で放送。 現在放送中の金曜18:55のアニメ「ポケットモンスター（リコロイ編）」も参照。 |
| 8:30 - 9:00  | トミプラワールド のりのりタイムズ!!    | 2025年4月6日 - | （バラエティ番組） 本枠内で『ゴー!ゴー!びーくるずー のりものスター編』と『トミカヒーローズ ジョブレイバーセレクション』が放送。 |
| 9:00 - 9:30  | プリンセッション・オーケストラ         | 2025年4月6日 - | 『プリンセスサンデー』第1部 |
| 9:30 - 10:00 | ひみつのアイプリ リング編              | 2025年4月6日 - | 『プリンセスサンデー』第2部 『プリティーシリーズ』 |

### 過去の放送番組
- 太字 - ハイビジョン制作
- 斜字 - 16:9SDマスター制作

#### 6:30 - 7:00
- RUN=DIM（2001年4月 - 6月）
- まみむめ★もがちょ（2001年7月 - 9月）

##### 6:54 - 7:00
- 愛玩怪獣（2018年10月 - 2019年9月）

#### 7:00 - 7:30
- 宇宙戦士バルディオス（1980年10月 - 1981年3月）

（※1981年4月 - 2000年9月まではアニメ・子供向け番組以外を編成）
- トムとジェリーとゆかいな仲間たち（2000年10月 - 2001年6月）
- パワーパフガールズ（2001年7月 - 12月）
- トータリー・スパイズ!（2002年10月 - 12月、再放送）
- おもいっきり科学アドベンチャー そーなんだ!（2003年10月 - 2004年3月）
- □魔弾戦記リュウケンドー（テレビ愛知制作、2006年1月 - 12月）

制作局のテレビ愛知では10月まで1週遅れネットでの放送。
- ビーストウォーズ 超生命体トランスフォーマー（2007年1月 - 3月、再放送）
- レゴタイム
  - レゴ ニンジャゴー（第7期）（2017年10月1日 - 11月26日）
  - LEGO スター・ウォーズ/フリーメーカーの冒険（2017年12月10日 - 2018年2月25日）
  - レゴ ニンジャゴー（第8期）（2018年3月4日 - 3月25日）
- FAIRY TAIL（第3期）（2018年10月7日 - 2019年9月29日）
- パウ・パトロール（海外アニメ、二ヶ国語版）
  - パウ・パトロール ベストセレクション（2019年10月6日 - 12月29日、再放送）
  - パウ・パトロール（第27話 - 第52話）（2020年1月12日 - 7月5日）
  - パウ・パトロール ベストセレクション+（2020年7月12日 - 10月11日、再放送+ポータウンのなかまたち）
- ◎アイカツ!シリーズ
  - アイカツ!シリーズベストセレクション（2020年10月18日 - 11月29日、再放送）

アイカツ！・アイカツスターズ!・アイカツフレンズ!から各2話、アイカツオンパレード!から1話放送。視聴者からのTwitterの投票でセレクト。
  - アイカツプラネット!放送開始記念1月まで待ちきれない直前スペシャル（2020年12月6日 - 12月27日）
  - □アイカツプラネット!（アニメと混合）（2021年1月10日 - 6月27日）[注 2]
- BORUTO-ボルト- -NARUTO NEXT GENERATIONS-（2021年7月4日 - 2023年4月2日、リピート放送[注 3]・解説放送[注 4]）

土曜7:00 - 7:30より移動。
- アサティール2 未来の昔ばなし（2024年11月3日 - 2025年2月2日）[注 5]
- □劇場公開記念！ウルトラマンアーク名作選（『ウルトラシリーズ』、再放送、2025年2月9日 - 2月23日）
- 僕とロボコ（再放送、7話連続放送、2025年3月2日 - 3月23日）

##### 7:00 - 7:55
- サンデー!CLUB Disney（1999年4月4日 - 2000年3月26日）

##### 7:00 - 7:14
- カリメロ（2016年4月3日 - 9月25日）

土曜9:00 - 9:14より移動。
- こねこのチー ポンポンらー大冒険（2016年10月2日 - 2017年9月24日）
- こねこのチー ポンポンらー大旅行（2018年4月8日 - 9月30日）

##### 7:14 - 7:30
- いとしのムーコ（2016年4月3日 - 9月25日、再放送）

土曜9:14 - 9:30より移動。
- きんだーてれび（2016年10月2日 - 2017年9月24日）

2017年10月より平日7:30に移動。
- 若おかみは小学生!（2018年4月8日 - 9月23日）

##### 7:24 - 7:30
- さかさまTV（2011年1月9日 - 2011年12月25日）
- ポヨポヨ観察日記（2012年1月8日 - 2012年12月30日）

TXNではテレビ大阪のみ遅れネット。
- カリーノ・コニ（2014年4月6日 - 2015年3月29日、再放送）
- PEANUTS スヌーピー -ショートアニメ- （2015年10月4日 - 12月27日）

#### 7:30 - 8:00
- 闘士ゴーディアン（1980年4月 - 1981年2月）
- ゴールドライタン（1981年3月）
- 恐竜冒険記ジュラトリッパー（1995年4月 - 12月）
- ポポロクロイス物語（1998年10月 - 1999年3月）
- サンデーディズニー（2000年4月2日 - 9月24日）
- 電光超特急ヒカリアン（2004年4月 - 2004年6月、再放送）
- マリア様がみてる 〜春〜（2004年7月 - 9月）
- ディズニー・サンデー（海外アニメ、日本語吹替版）
  - ちいさなプリンセス ソフィア（2015年10月4日 - 2017年3月26日）
  - アバローのプリンセス エレナ（2017年4月2日 - 8月27日）
  - ちいさなプリンセス ソフィア（第2期）（2017年9月3日 - 2018年3月25日）
  - ちいさなプリンセス ソフィアセレクション（2018年4月1日 - 6月24日）
  - ミッキーマウスとロードレーサーズ（2018年7月1日 - 2019年3月31日）
  - ちいさなプリンセス ソフィア（第3期）（2019年4月7日 - 5月26日）
  - アバローのプリンセス エレナ ～エレナとアバローの秘密～（2019年6月2日 - 16日）
  - アバローのプリンセス エレナ（第2期）（2019年6月23日 - 2020年3月29日）
  - ラプンツェル ザ・シリーズ（2020年4月5日 - 2021年3月28日）[注 6]
- ◎遊☆戯☆王シリーズ
  - 遊☆戯☆王SEVENS（2021年4月4日 - 2022年3月27日）

土曜7:30 - 8:00より移動。
  - 遊☆戯☆王ゴーラッシュ!!（2022年4月3日 - 2025年3月30日）

##### 7:30 - 8:30
- ポケモン☆サンデー（2006年10月1日 - 2010年9月26日）

2010年4月4日放送分よりサイドパネル付き16:9の放送に、同年6月20日放送分よりハイビジョン制作にそれぞれ移行。
テレビ東京系フルネット局は60分版、系列外局では30分版に分かれる。日本国内で唯一『ポケモン』のテレビアニメシリーズを放送しない、兵庫県のサンテレビでも放送しており、後続番組にも踏襲されている。
- ポケモンスマッシュ!（2010年10月3日 - 2013年9月29日）

『ポケットモンスターシリーズ』の再放送コーナーも含んだバラエティ番組。
アニメの再放送コーナーは、『ダイヤモンド&パール』第120話以前の作品は標準画質（画面アスペクト比 4:3）での放送。
- ポケモンゲット☆TV（2013年10月6日 - 2015年9月27日）

『ポケットモンスターシリーズ』の再放送コーナーも含んだバラエティ番組。
同番組まで60分番組として放送。

#### 8:00 - 8:30
- ポケモン☆サンデー（2004年10月3日 - 2006年9月24日までの放送時間帯）

2006年10月以降は、アニメの再放送コーナーも含めた1時間枠に拡大。
- ポケモンの家あつまる?（2015年10月4日 - 2022年3月27日）
- ポケモンとどこいく!?（2022年4月3日 - 2025年3月30日）

2025年4月以降は、1時間枠に拡大。

#### 9:00 - 9:30
- まんがことわざ事典（1981年4月 - 1982年6月）
- ゲッターロボ號（テレビせとうち制作、1997年4月 - 1998年4月、再放送）
- キン肉マン キン肉星王位争奪編（日本テレビ制作、1998年4月 - 1999年2月、再放送）
- 十二戦支 爆烈エトレンジャー（NHK BS2制作、1999年3月 - 11月、再放送）
- みどりのマキバオー（フジテレビ制作、1999年12月 - 2001年2月、再放送）
- 楽しいダックタウン（2002年7月 - 9月）
- ◎ペコラ（2002年10月 - 2003年3月）
- ◎FIRESTORM（2003年4月 - 9月）
- ◎ポポロクロイス（2003年10月 - 2004年3月）
- ◎それいけ!ズッコケ三人組（2004年4月 - 10月）
- ◎セサミストリート（教育番組、2004年10月 - 2007年9月）
- ぷるるんっ!しずくちゃん あはっ☆（2007年10月 - 2008年9月）

土曜9:30 - 10:00（テレビ東京のみ、他の系列5局はすべて時差ネット）より移動。
- ◎イナズマイレブン（2008年10月 - 2009年3月）

同時間帯では第1話 - 第26話（フットボールフロンティア編）を放送、2009年4月より水曜19:26 - 19:55に移動。
- ロボつく（2009年4月 - 9月）

教養番組。金曜17時台後半より移動。
- 明日まで待てない!!FAIRY TAIL（2009年11月 - 2010年3月、再放送）
- ひめチェン!おとぎちっくアイドル リルぷりっ（2010年4月 - 2011年3月）
- 爆丸バトルブローラーズ ガンダリアンインベーダーズ（2011年4月3日 - 2012年1月29日）

土曜10:30 - 11:00より移動。
不定期に『バクガンキッド』などの実写関連番組が放送されることもあった。
- ズーブルズ（2012年2月5日 - 3月25日）

全51話のうち、同時間帯での放送は第8話まで。第9話以降はテレビ東京のみ、木曜7:30 - 8:00に移動の上放送を継続。
- ◎ヘーベルハウス劇場
  - ふるさと再生 日本の昔ばなし（2012年4月1日 - 2017年3月26日）
  - ふるさとめぐり 日本の昔ばなし（2017年4月2日 - 2018年3月25日）
- □ガールズ×戦士シリーズ
  - ◎魔法×戦士 マジマジョピュアーズ!（2018年4月1日 - 2019年3月24日）
  - ひみつ×戦士 ファントミラージュ!（2019年4月7日 - 2020年6月28日）
  -  ポリス×戦士 ラブパトリーナ!（2020年7月26日 - 2021年6月27日）
  -  ビッ友×戦士 キラメキパワーズ!（2021年7月11日 - 2022年4月3日）

同番組まで30分番組として放送。
- □リズスタ
  - リズスタ -Top of Artists!-（2022年7月3日 - 12月25日）[注 7]
  - リズスタセレクション（2023年1月8日 -  2023年3月26日、再放送）

##### 9:00 - 9:15
- □ビッ友×戦士 キラメキパワーズ!（2022年4月10日 - 6月26日）
- アニアキングダム（2023年4月2日 - 2024年3月31日）[注 8]
  - 冒険大陸 アニアキングダム（ストップモーション・アニメーション）（2023年4月2日 - 2023年12月24日）[注 9]
  - ゴー!ゴー!びーくるずー（2023年4月2日 - 2023年12月24日）[注 9]
- □ギャビーのドールハウス（海外アニメ・ドラマ、二ヶ国語版、2024年4月7日 - 2025年3月30日）

2025年4月からは土曜9:30 - 9:45へ移動。

##### 9:15 - 9:30
- □リズスタ -Top of Artists!-（2022年4月10日 - 6月26日）
- トランスフォーマーシリーズ
  - ビーストウォーズ 超生命体トランスフォーマー アゲイン（2023年4月2日 - 9月24日、再放送）
  - トランスフォーマー アーススパーク（2023年10月1日 - 2024年9月29日）
- ぷにるんず ぷに2（2024年10月6日 - 2025年3月30日）

#### 9:30 - 10:00
以下は子ども向けの非アニメ番組を掲載。
- アニメロビー（2007年4月1日 - 2008年3月30日）

##### 9:45 - 10:00
以下はテレビ東京制作を掲載。
- パウ・パトロールサンデーセレクション（2022年4月3日 - 9月25日、海外アニメ、二ヶ国語版、再放送）

#### 10:00 - 10:30
- 闘士ゴーディアン（1979年10月 - 1980年3月）
- ごぞんじ月光仮面くん（1999年10月 - 2000年3月）
- ◎ギャグコロスタジオ（2004年4月 - 2005年3月）
  - 絶体絶命でんぢゃらすじーさん
  - コロッケ!（第2期）

コンプレックス・バラエティ番組枠。以降、この枠は『クロスゲーム』まで小学館枠となっていた。
- ◎MÄR -メルヘヴン-（2005年4月 - 2007年3月）
- ◎ハヤテのごとく!（2007年4月 - 2008年3月）

アナログ放送では4:3サイドカット放映。第2期『ハヤテのごとく!!』は、テレビ東京では金曜深夜にて放送。
- ◎絶対可憐チルドレン（2008年4月 - 2009年3月）
- ◎クロスゲーム（2009年4月 - 2010年3月）
- 単発枠

この期間中、同年春に開始した新番組第1話の再放送や『劇場版 銀魂 新訳紅桜編』の宣伝番組、『NARUTO -ナルト- 疾風伝』の特選放送が行われた。
- 土曜朝ゾーンの振り替え放送（2011年4月）
  - 極上!!めちゃモテ委員長 セカンドコレクション MMTV（4月10日）
  - おはコロ（4月17日）
  - 爆丸スペシャル〜「夢かなえまスペシャル」（4月24日）

東北地方太平洋沖地震による報道特番のため発生した未放送分の振り替えが、同時間帯にて行われた。
- カードファイト!! ヴァンガードシリーズ
  - ヴァンガ道（非アニメ・バラエティ番組、第1期、2011年10月2日 - 2012年3月25日）

アニメ関連コーナーも含んだバラエティ番組。2013年4月から土曜8時台前半にて放送されていた第2期はテレビ愛知が担当。
  - カードファイト!! ヴァンガード 特別編「アイチの軌跡」（2012年4月1日）

単発、カードファイト!! ヴァンガードの特別番組。
  - ◎カードファイト!! ヴァンガード アジアサーキット編（2012年4月8日 - 2013年1月6日）

土曜8:00 - 8:30より移動。
同番組より制作局がテレビ愛知からテレビ東京へと変更。
  - ◎カードファイト!! ヴァンガード リンクジョーカー編（2013年1月13日 - 2014年3月2日）
  - ◎カードファイト!! ヴァンガード レギオンメイト編（2014年3月9日 - 10月19日）
  - ◎カードファイト!! ヴァンガードG（2014年10月26日 - 2015年10月4日）
  - ◎カードファイト!! ヴァンガードG ギアースクライシス編（2015年10月11日 - 2016年4月10日）
  - ◎カードファイト!! ヴァンガードG ストライドゲート編（2016年4月17日 - 9月25日）
  - ◎カードファイト!! ヴァンガードG NEXT（2016年10月2日 - 2017年10月1日）
  - ◎カードファイト!! ヴァンガードG Z（2017年10月8日 - 2018年4月1日）
- プリティーシリーズ
  - ◎※キラッとプリ☆チャン（2018年4月8日 - 2021年5月30日）

※BSテレ東での時差ネットは、2020年3月をもって打ち切り。
  - プリティーオールフレンズセレクション（2021年6月6日 - 9月19日、再放送）
  - ワッチャプリマジ!（2021年10月3日 - 2022年10月9日）
- グループ「すとぷり」関連のバラエティ番組
  - すとぷりのHere!We!GO!!（2022年12月4日 - 2023年5月28日）
  - すとぷりくえすとっ（2023年6月4日 - 9月24日）
- アイドルマスター ミリオンライブ!（『アイドルマスターシリーズ』、2023年10月8日 - 12月24日）

テレビ東京では放送翌日の月曜 1:35 - 2:05（日曜深夜）に再放送された。
BSではBS11・BS日テレにて放送。
- ガンダムビルドシリーズ
  - ガンダムビルドシリーズセレクション（2024年1月7日 - 1月28日、再放送[注 10]）
  - ガンダムビルドメタバース（2024年2月11日 - 2月25日）

YouTube等で配信されたwebアニメ作品のテレビ放送。
- プラモnoハナシ （非アニメ・トーク番組、2024年3月3日 - 3月24日）
- ひみつのアイプリ（プリティーシリーズ、2024年4月7日 - 2025年3月30日）

##### 10:00 - 10:15
- スーキャット（1980年4月 - 12月）

##### 10:15 - 10:30
- まんがふるさと昔話（1980年4月 - 12月、再放送）

#### 10:30 - 11:00
- ライブオン CARDLIVER 翔（2008年10月 - 2009年9月）

TXNでのネット局はテレビ大阪・テレビ愛知の基幹局のみで、両局とも遅れネットであった。
- 毎日かあさん（2012年4月1日 - 6月24日、再放送）
- 超速変形ジャイロゼッター（2012年10月7日 - 2013年9月29日、リピート放送）
- ヴァンガ道（2013年10月6日 - 12月29日、再放送）
- フューチャーカード バディファイト（2014年1月5日 - 2015年4月5日、リピート放送）
- フューチャーカード バディファイト100（2015年4月12日 - 9月27日、リピート放送）
- ◎□アイドル×戦士ミラクルちゅーんず!（『ガールズ×戦士シリーズ』、2017年4月2日 - 2018年3月25日）
- ふるさと 日本の昔ばなし セレクション（ヘーベルハウス劇場）（2018年4月8日 - 2019年9月29日）
- ミュークルドリーミーシリーズ
  - ミュークルドリーミー（2020年4月5日 - 2021年4月4日）
  - ミュークルドリーミー みっくす！（2021年4月11日 - 2022年3月27日）